# هاکی روسال
هاکی روسال (به انگلیسی: Rossall Hockey) ورزشی از دسته ورزش‌های هاکی می‌باشد . این ورزش در اولین بار در قرن ۱۹، در انگلستان انجام شد. زمین بازی این ورزش سخت و کمی نیز حالت شنی وار (ساحلی) دارد.